# Oplocany
Oplocany jsou obec ležící v okrese Přerov. Žije zde 369 obyvatel.

## Název
Na vesnici bylo přeneseno původní označení jejích obyvatel oplocané – „lidé bydlící v oplotu, tedy oploceném místě“. V nejstarším písemném dokladu je zachován starý bezpředložkový šestý pád Oplocas – „v Oplocanech“. Jméno se psalo také jako Opločany.

## Historie
První písemná zmínka o obci pochází z roku 1141 (zapsáno Oplocaz).
Od roku 1999 užívají Oplocany nový heraldický znak, který pomáhala vytvořit firma Velebný a Fam z Ústí nad Orlicí. Jeho návrh byl konzultován s PhDr. K. Millerem, heraldikem a ředitelem Zemského archivu v Opavě. Dekret o užívání znaku předal zastupitelům obce 25. 5. 1999 v Praze předseda Poslanecké sněmovny Parlamentu České republiky V. Klaus.
Znak obsahuje plot složený ze čtyř latí svislých, které jsou spojeny dvěma latěmi vodorovnými, což značí čtyři části obce:Dědina, Trávník, Novosáda, Arnoštov, které jsou spojené jménem Oplocany. Jedná se o tzv. mluvící znamení.

## Pamětihodnosti
- Socha sv. Floriána
- Zvonice u domu č. 36
- Kaple sv.Arnošta s kamenným křížem u domu č. 158 v Arnoštově

## Galerie

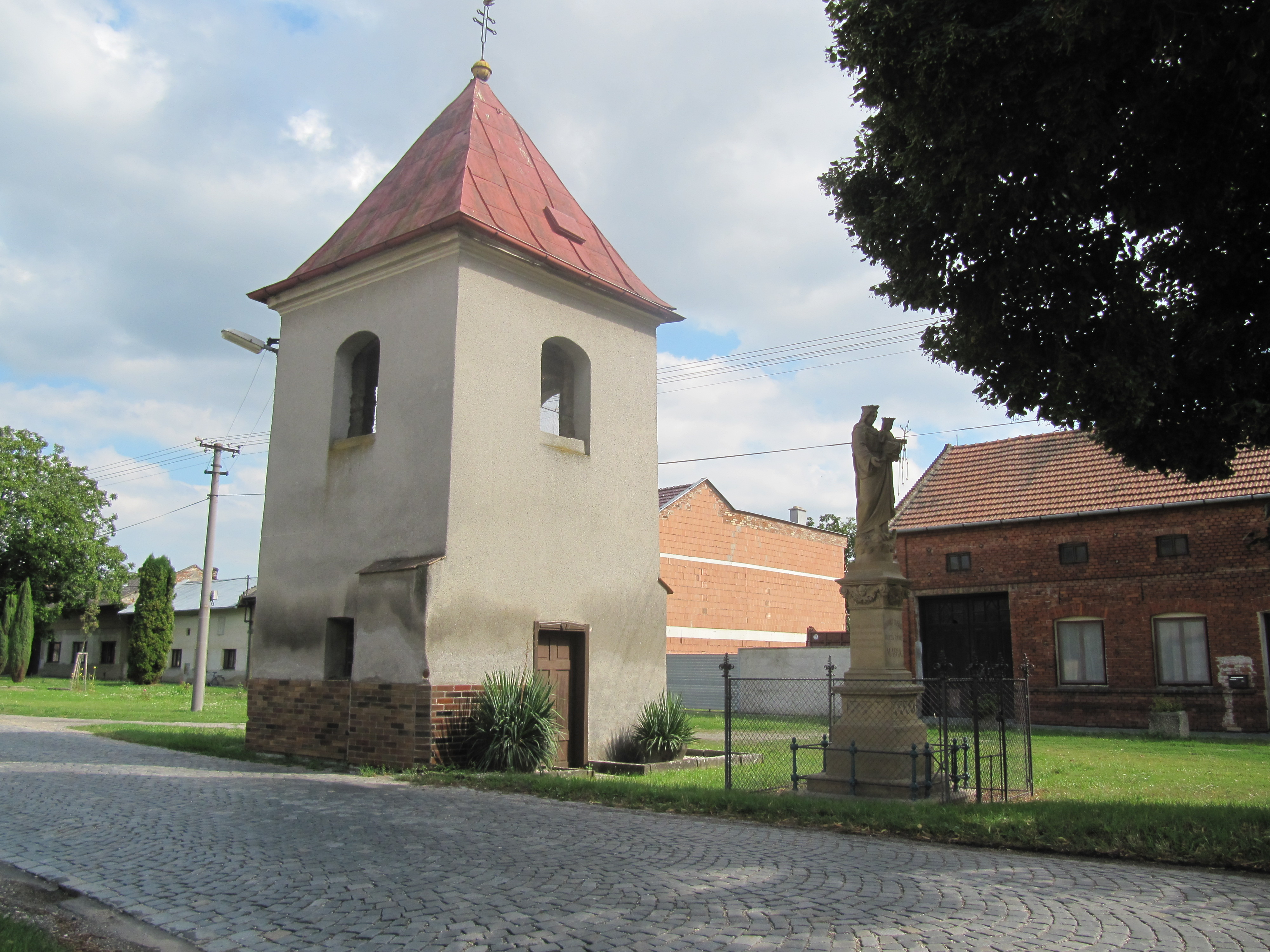
Zvonice a socha Panny Marie
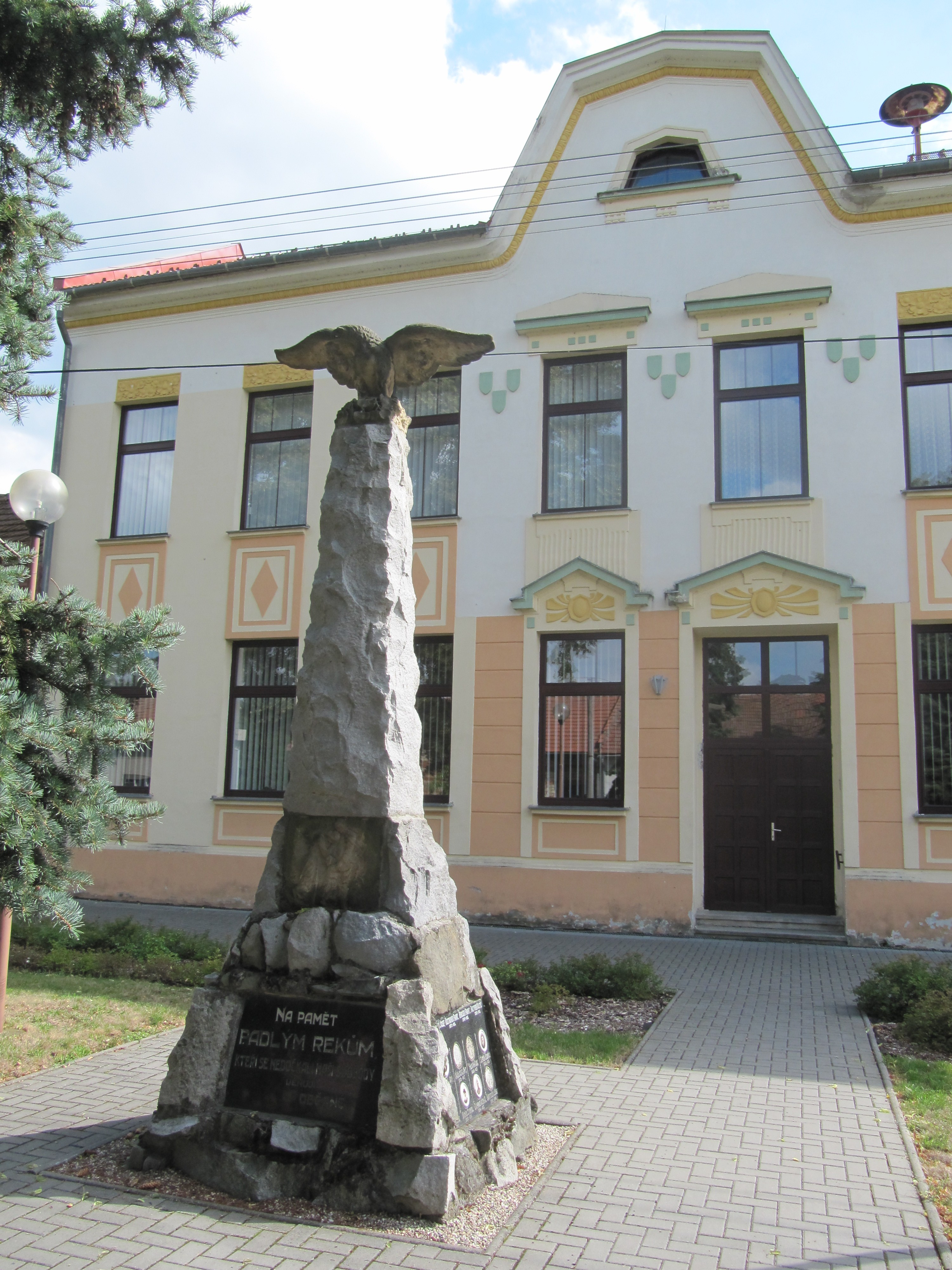
Pomník obětem I. sv. války
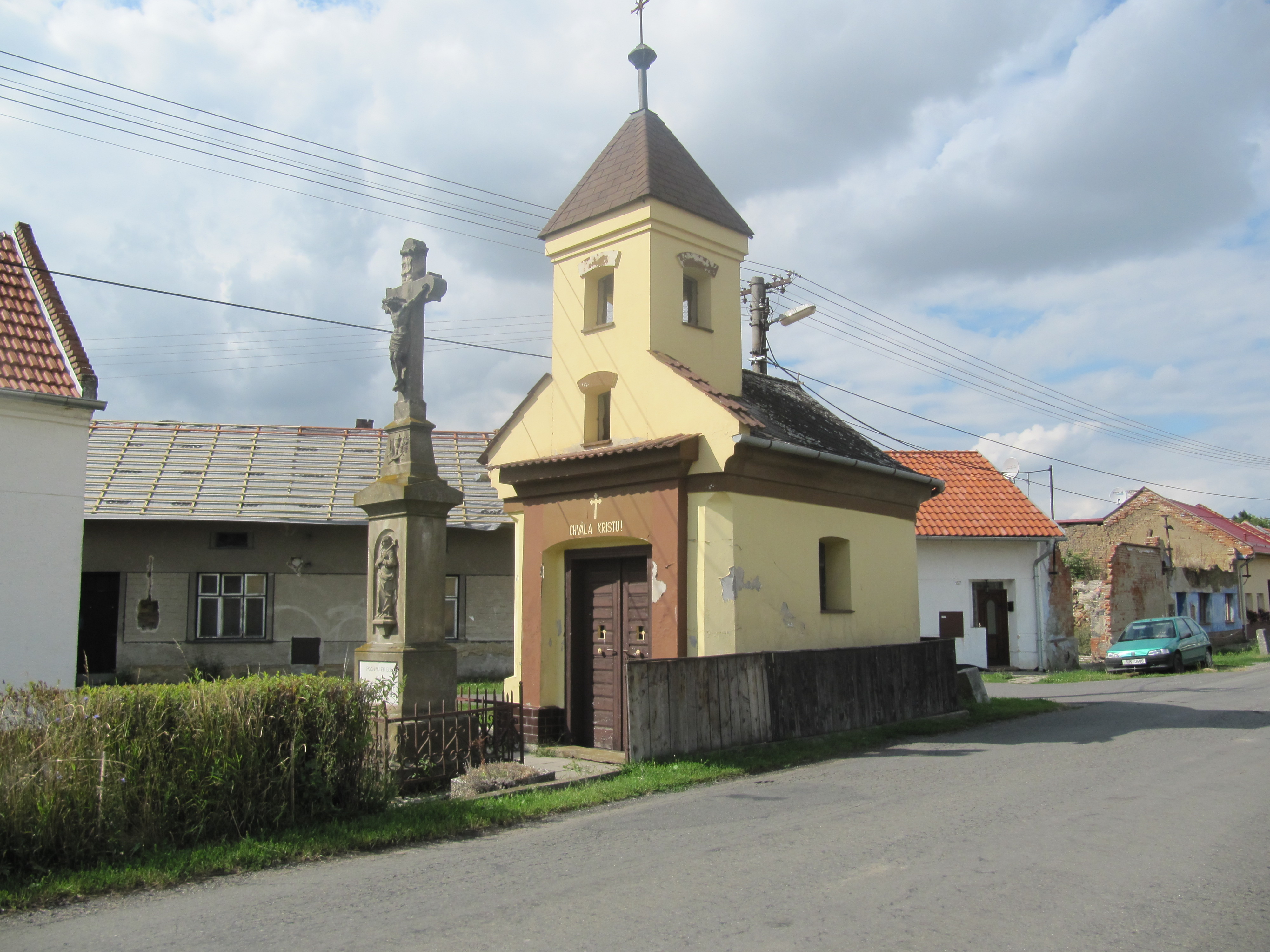
Kaple
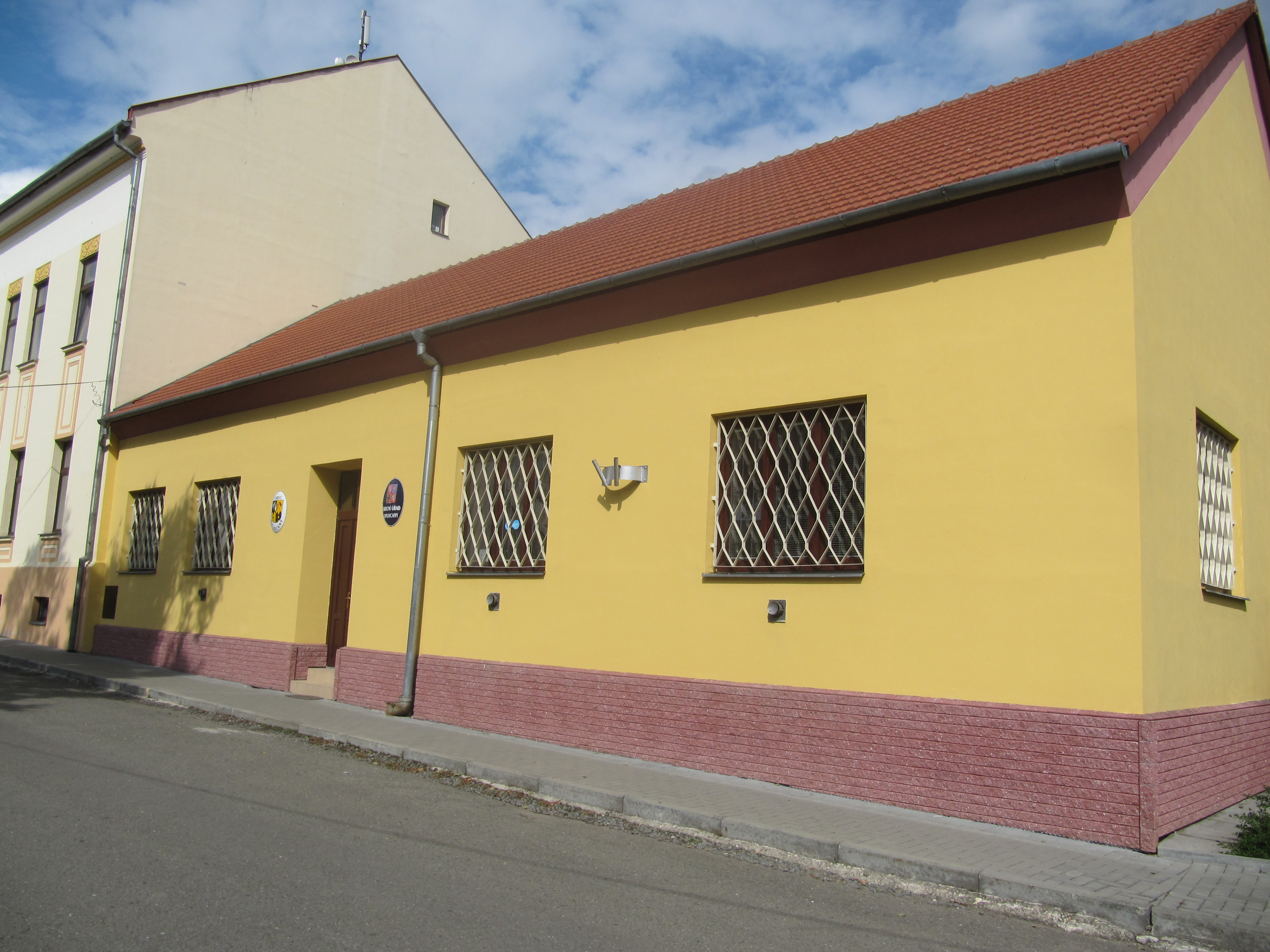
Obecní úřad
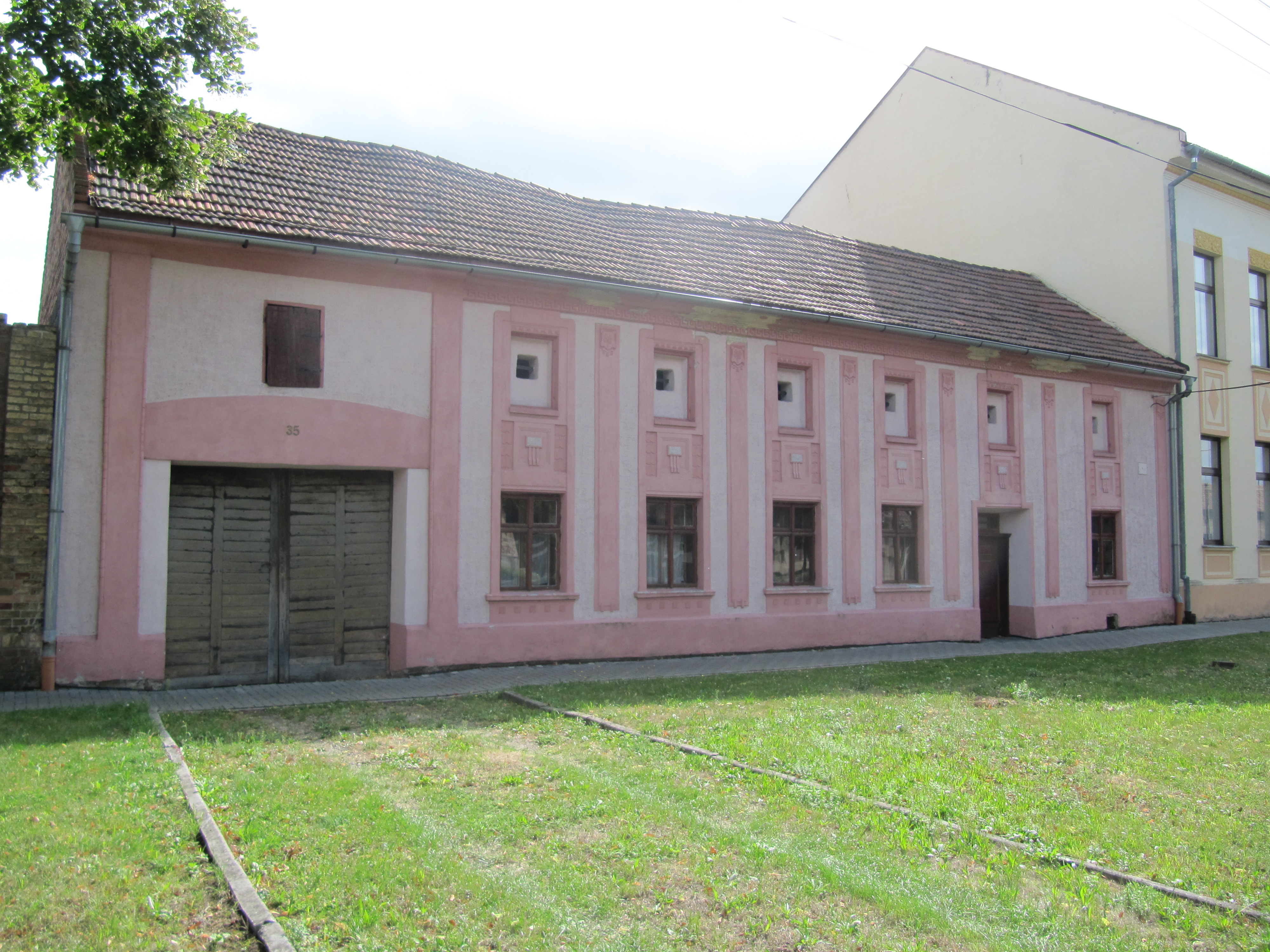
Typický hanácký dům

## Rodáci
- Raimund Mrázek (1897–1972), legionář a důstojník československé armády